# Bandung Lautan Api

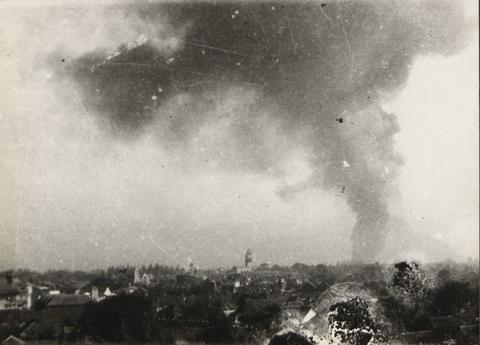
Bandung Lautan Api

Bandung Lautan Api (Nederlands: De Bandung Vuurzee) was een gebeurtenis op 24 maart 1946 waarbij een groot deel van de zuidkant van de Indonesische stad Bandung bewust in brand gestoken werd door de terugtrekkende Indonesische republikeinen tijdens de Indonesische nationale revolutie.
De aanleiding voor de Bandung Lautan Api was nadat door de Britse bevelhebber in Bandung een ultimatum werd gesteld voor de Indonesische strijders in Bandung om de stad te verlaten. In reactie daarop werd het zuidelijk deel van Bandung in brand gestoken tijdens een daad van verzet door de terugtrekkende Indonesische republikeinen toen ze vertrokken. Tijdens de brand werd het revolutionaire lied Halo-Halo Bandung gezongen door honderden Indonesische nationalisten in Bandung.
Tijdens de evacuaties in maart 1946, smokkelde Mohammad Toha, een lid van de Indonesische milities, een aantal staven dynamiet in het Nederlandse militaire hoofdkwartier in Dayeuh Kolot. Hij blies zichzelf op in het bijbehorende munitiedepot, waarbij hij en diverse Nederlandse en Japanse soldaten om het leven kwamen. De explosie creëerde een meertje ('situ') in Dayeuh Kolot. 
De belangrijkste straat in het gebied Jalan Mohammad Toha, is naar hem vernoemd.